# Dolique mongette
Vigna unguiculata subsp. cylindrica
Sous-espèce
Classification phylogénétique
Le dolique mongette, mongette, dolique de Chine, dolique géant ou haricot kunde (Vigna unguiculata subsp. cylindrica (L.) Verdc.) est une sous-espèce de plantes à fleurs de la famille des Fabaceae, sous-famille des Faboideae, tribu des Phaseoleae, sous-tribu des Phaseolinae. C'est une plante herbacée cultivée, surtout en zone tropicale, comme plante potagère pour ses graines comestibles riches en amidon et comme plante fourragère. Ne pas confondre avec monjhette, l'appellation du haricot en Saintongeais.
Synonyme : Vigna catjang (Burm. f.) Walp.
Nom commun : mongette, dolique, dolique mongette, bannette (Provence), haricot à œil noir, dolique à œil noir, coco œil noir, cornille, pois à vaches, haricot indigène, pois chique, niébé (Sénégal), voamba (Madagascar), dolique de Chine. de : Augenbohne, en :catjang, cow bean, cowpea, black-eyed-pea, es : costeño, frijol de costa.
C'est l'une des nombreuses sous-espèces de Vigna unguiculata. Il est très proche du dolique asperge (Vigna unguiculata (L.) Walp. subsp. sesquipedalis (L.) Verdc.) qui se consomme plutôt sous forme de gousse.

## Description
C'est une plante herbacée annuelle, mesurant environ 60 cm de haut.
Les feuilles sont composées de trois folioles de forme triangulaire, assez semblable à celle des haricots.
Fleurs blanches, teintées de rose.
Gousses droites de 15 à 25 cm de long. Graines semblables à de petits haricots, réniformes, de couleurs variables : blanche avec une tache noire au hile, ou bien entièrement noire ou brun rougeâtre.

## Origine et distribution
Cette espèce serait originaire d'Afrique tropicale et aurait été cultivée d'abord en Éthiopie. De nos jours, elle est largement cultivée dans les régions tropicales et subtropicales.
Autrefois très cultivée en Europe et notamment en France, cette plante est citée sous le nom de fasiolum parmi les plantes potagères recommandées dans le capitulaire De Villis datant du IXe siècle. Elle faisait partie des légumineuses cultivées à cette époque avec la fève, les petits pois et la gesse, bien avant l'arrivée du haricot, originaire d'Amérique. Celui-ci s'est substitué à la mongette dans notre alimentation et lui a pris son nom latin phaseolus (qui a donné « fayot ») et même son nom vernaculaire plus tardif de « mongette » ou « mogette » (petite nonne), qui, de nos jours, désigne aussi en France un haricot de type « lingot ».

## Culture
Semblable à celle du haricot.

## Utilisation
Les graines mûres se consomment comme les haricots.
Les jeunes gousses vertes peuvent aussi se préparer comme des haricots verts.
La plante fournit aussi un fourrage pour l'alimentation du bétail.
C'est aussi comme beaucoup de légumineuses une plante améliorante qui peut dans un assolement faire profiter la culture suivante d'un apport d'azote naturel.